# Mercedes-Benz Classe SL (Type 231)
La Mercedes-Benz SL R231 est un modèle d'automobile roadster coupé cabriolet haut de gamme de la série Mercedes-Benz SL, du constructeur automobile allemand Mercedes-Benz, commercialisé de 2012 à 2020.

## Historique
En mars 2012 cette série de voitures intercalée entre les gammes SLS AMG et SLK, marque la sixième génération de Mercedes-Benz SL et remplace la Mercedes-Benz SL R230.

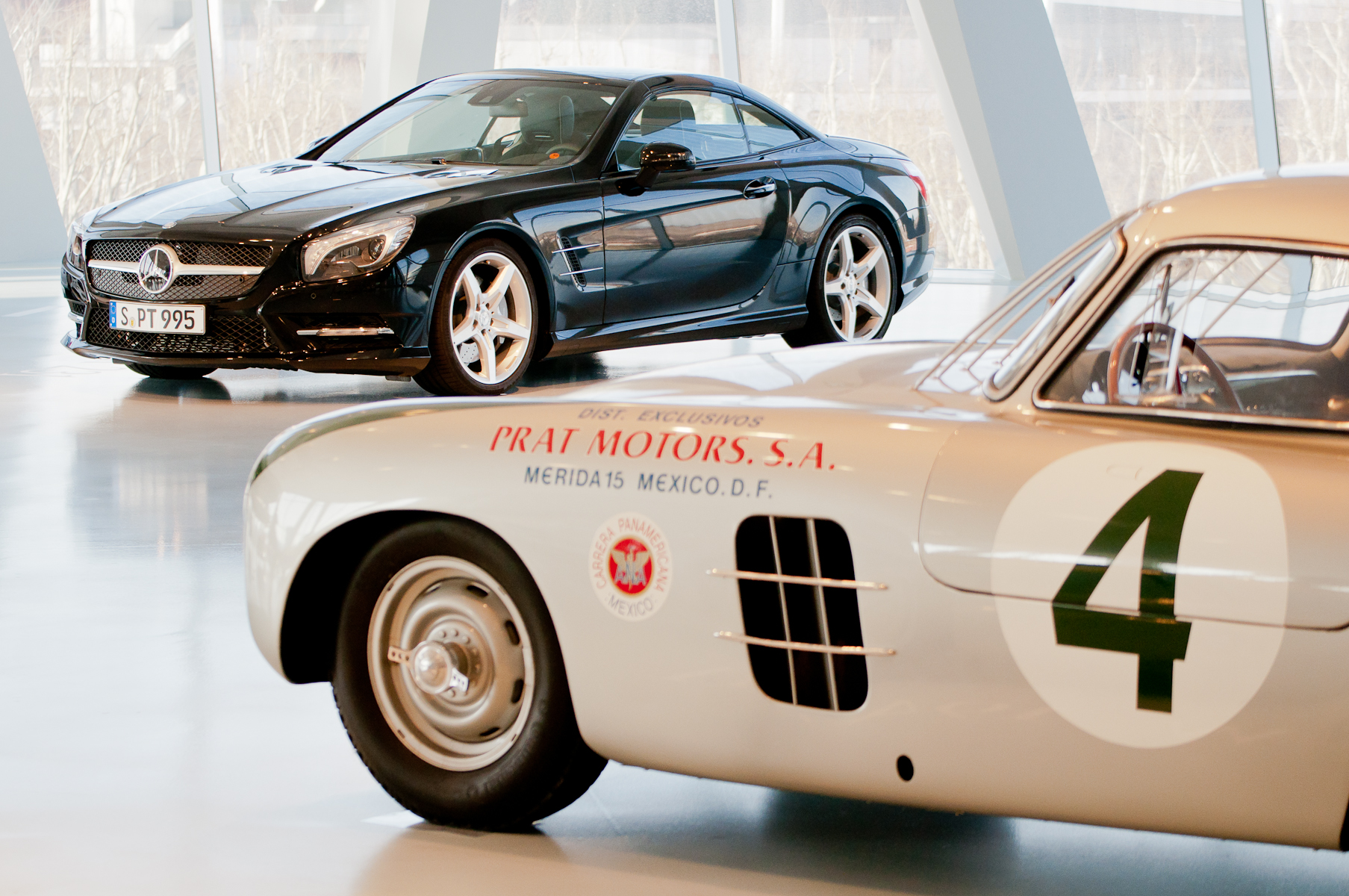
SL 500, musée Mercedes-Benz de Stuttgart.
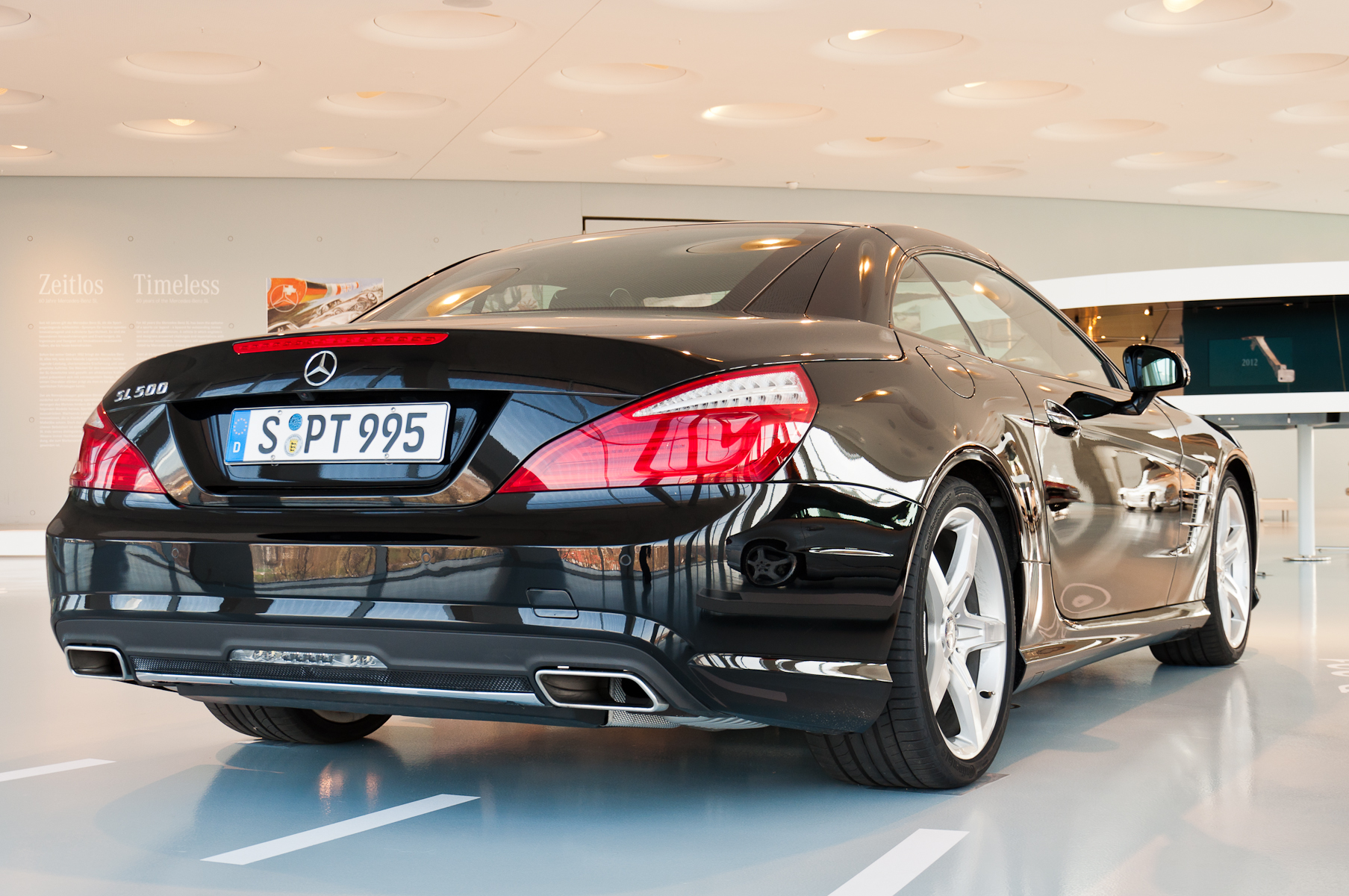
SL 500, musée Mercedes-Benz de Stuttgart.
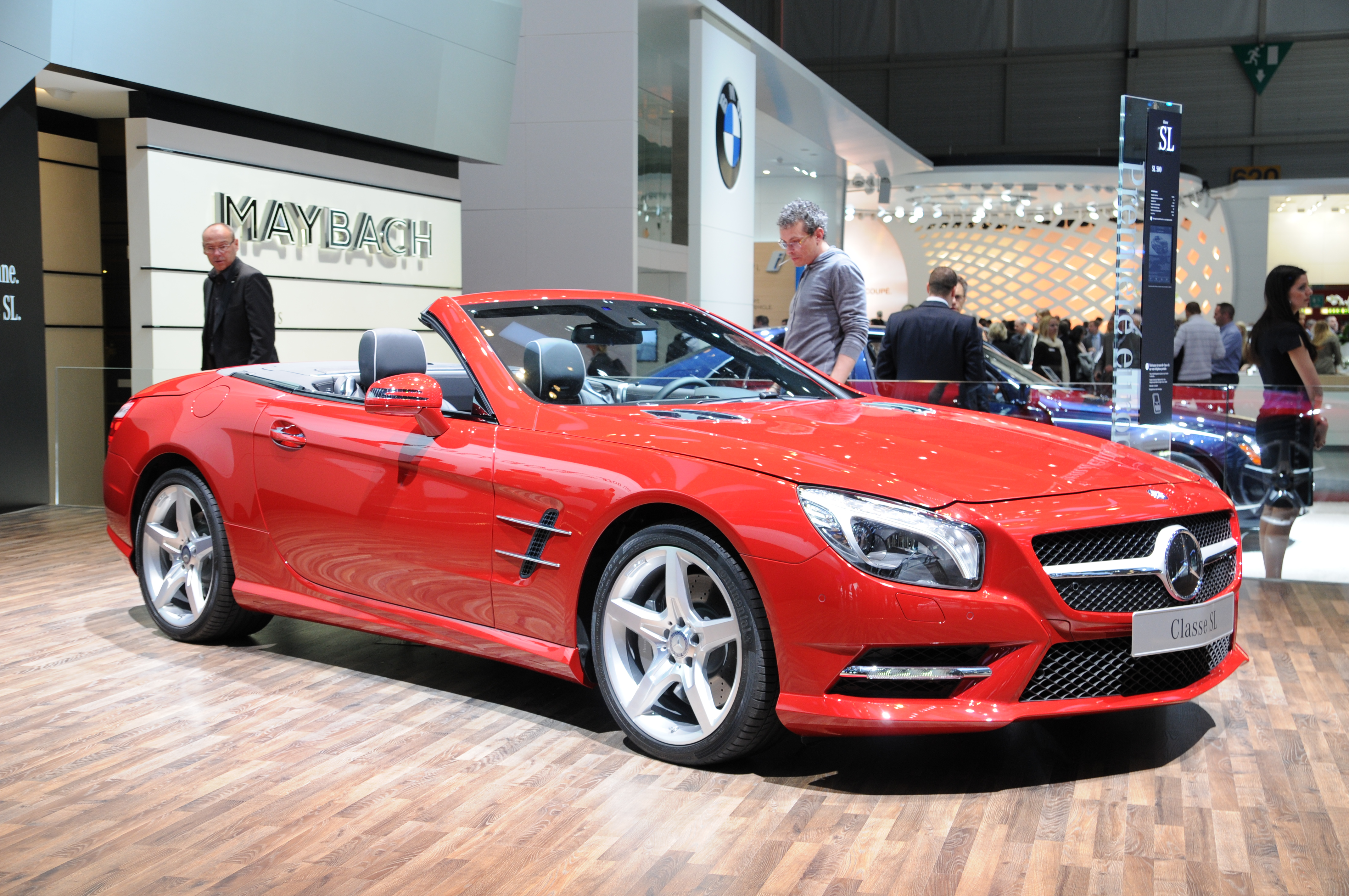
SL 500, salon international de l'automobile de Genève 2012.
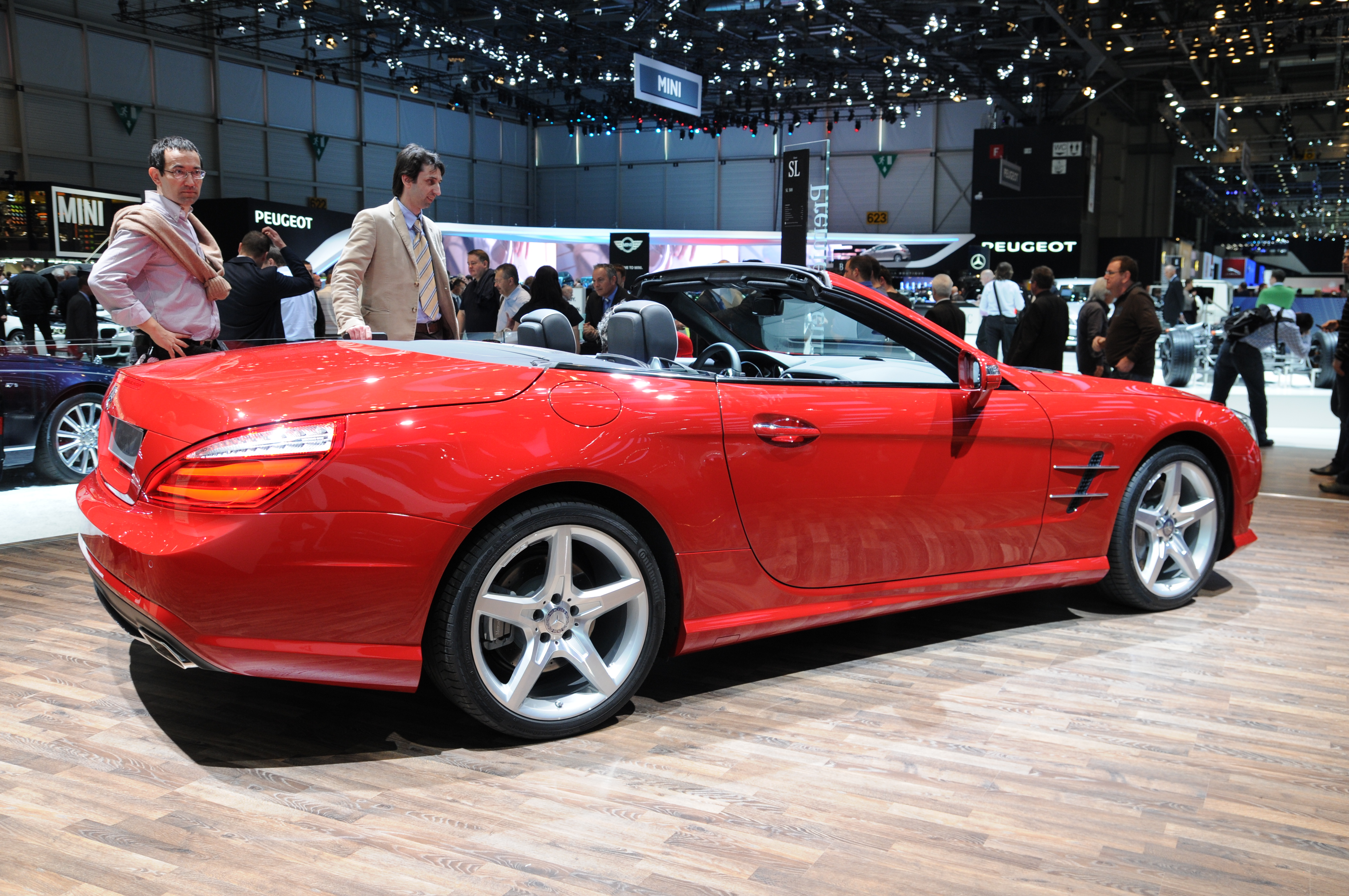
SL 500, salon international de l'automobile de Genève 2012.
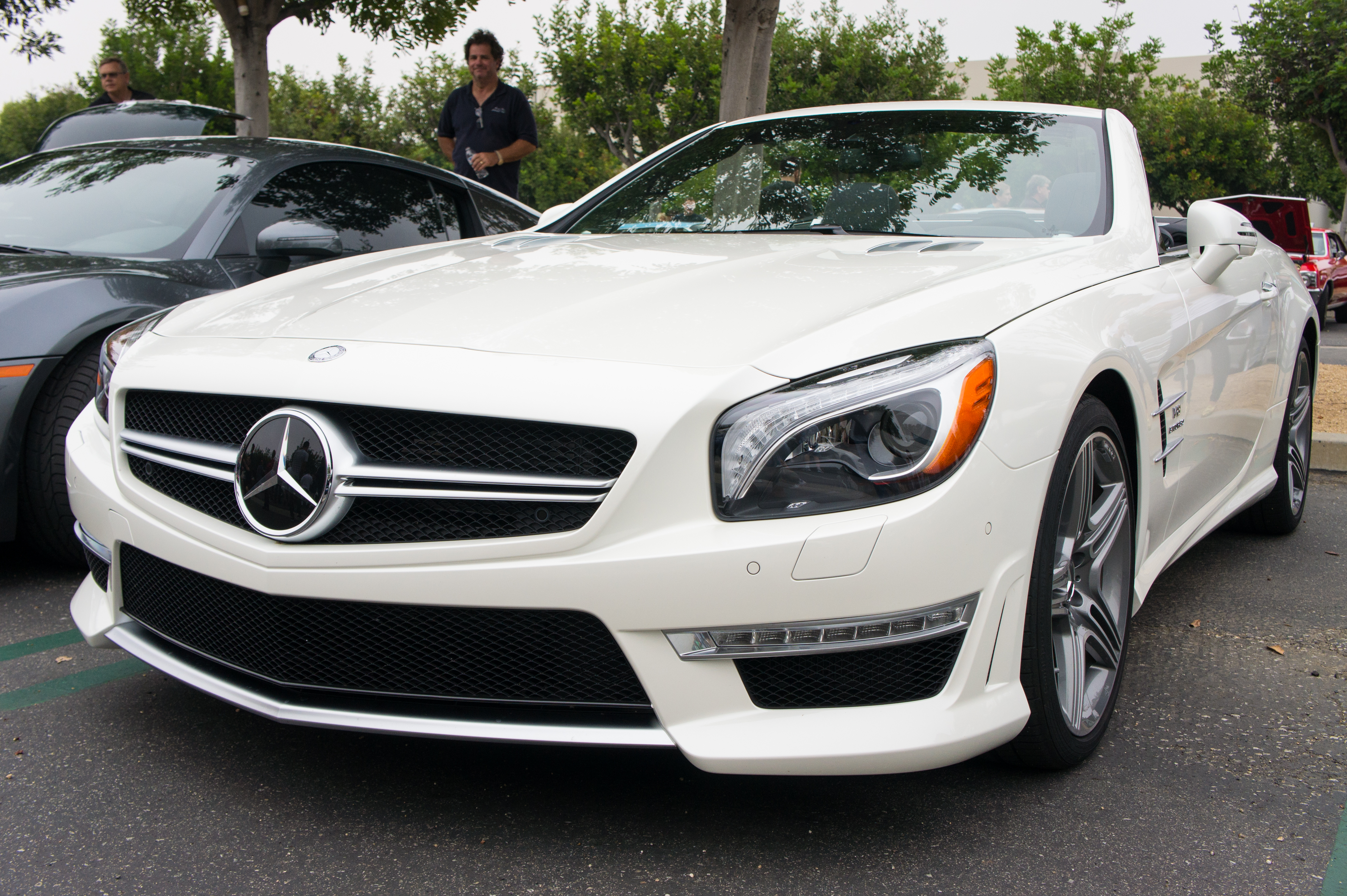
SL 63 AMG.
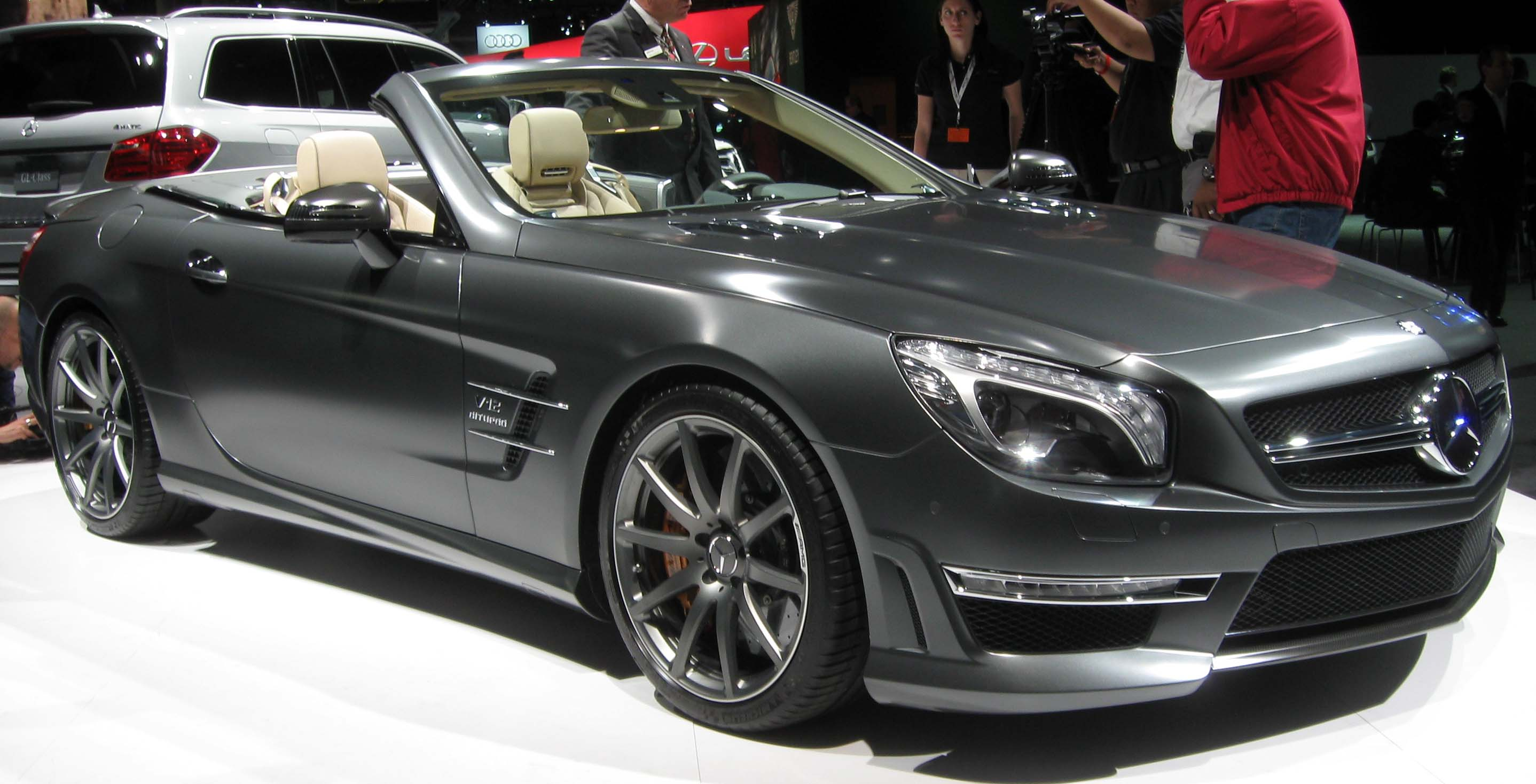
SL 65 AMG.
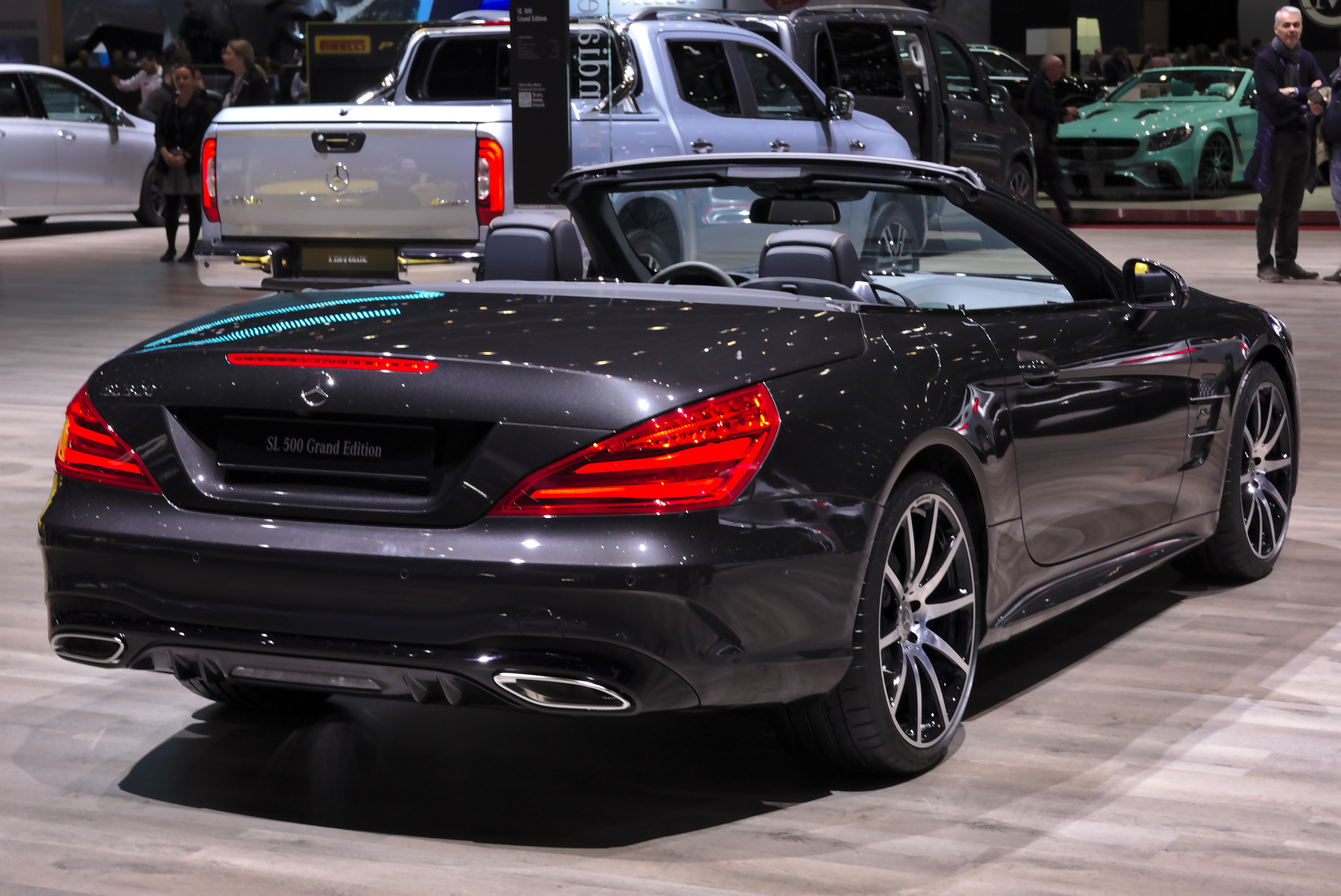
SL 500 Grand Edition
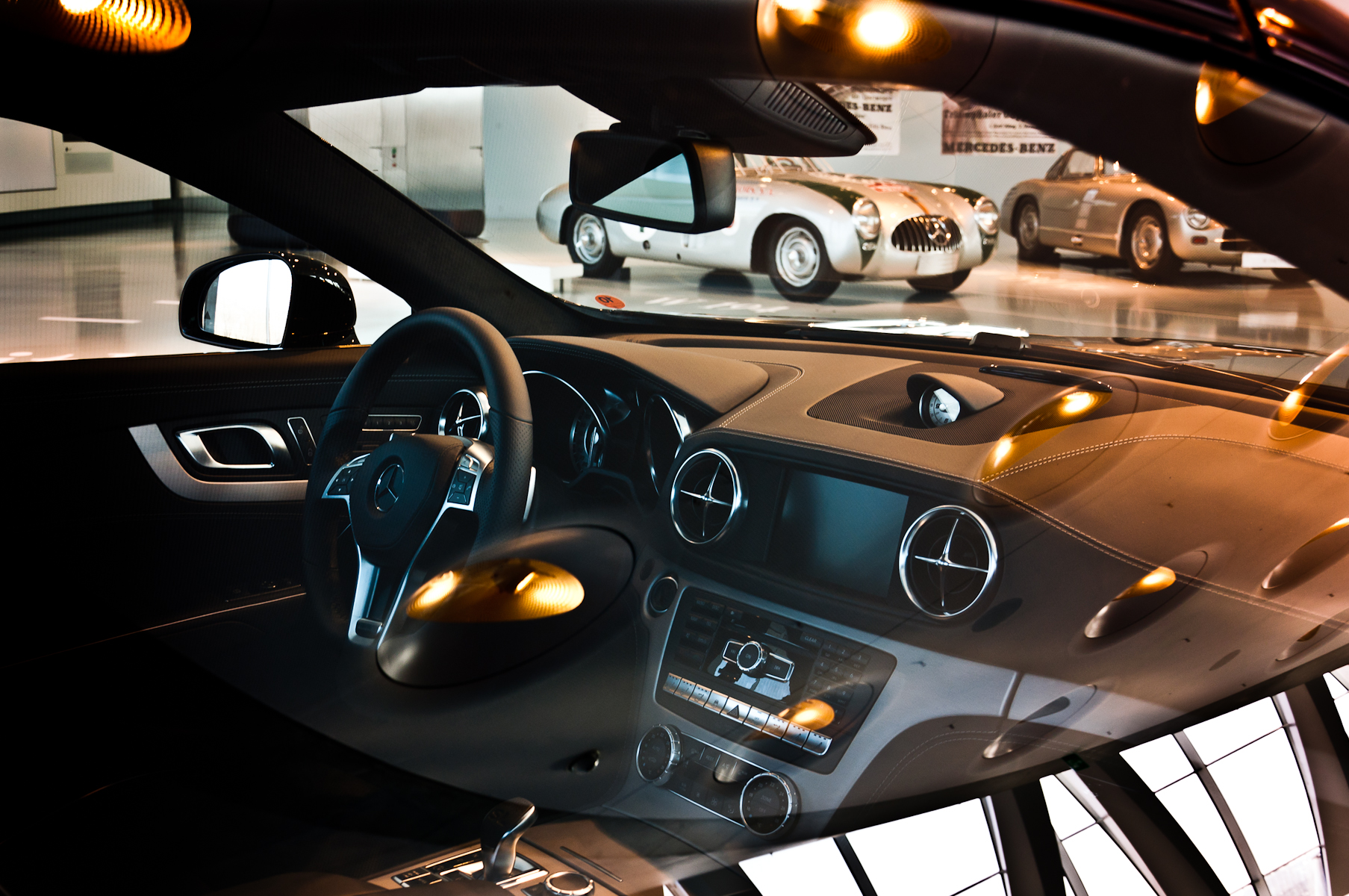
Intérieur.
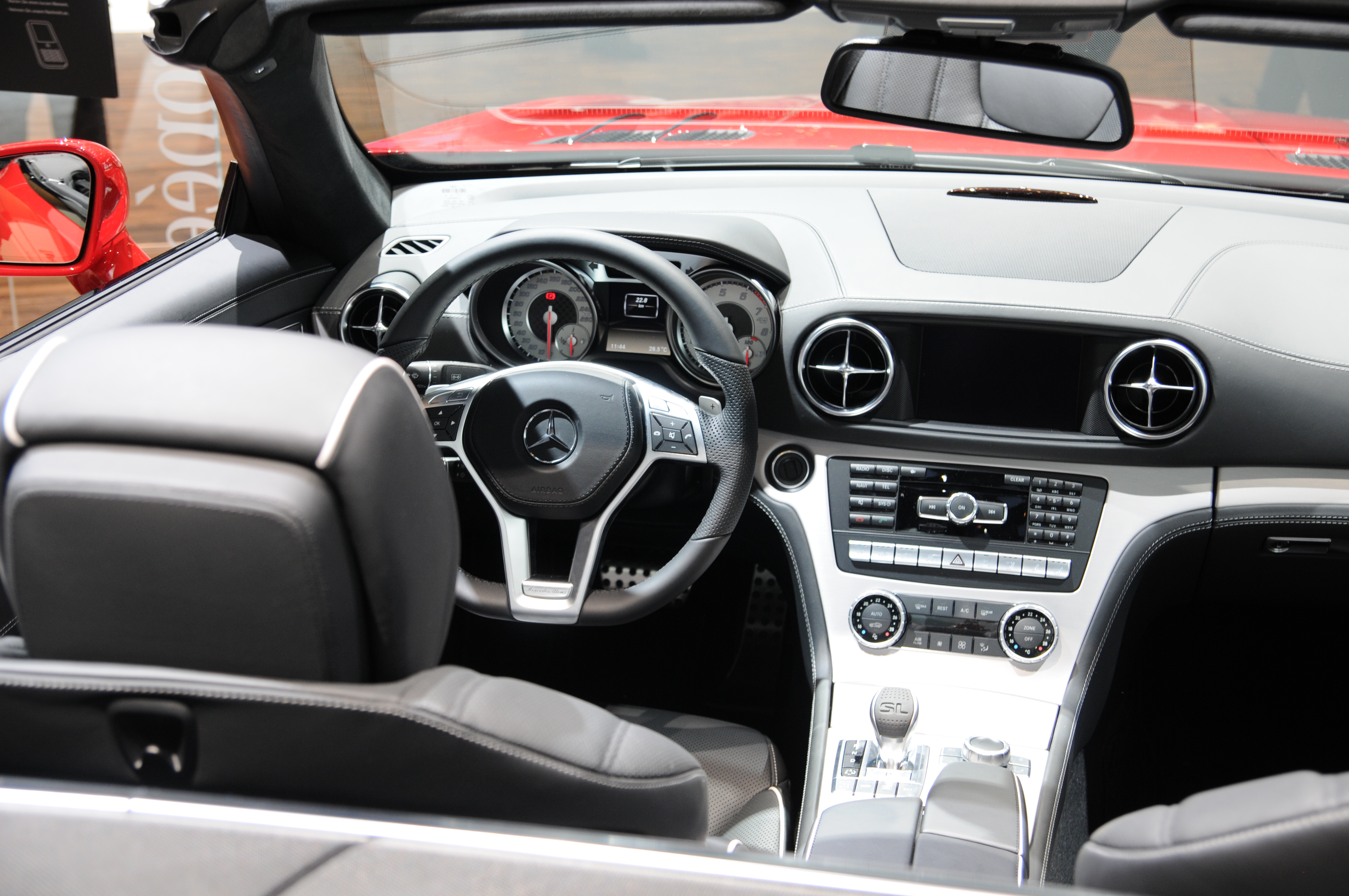
Tableau de bord.

Elle est présentée officiellement en janvier 2012 au salon de l'automobile Détroit et est disponible dans plusieurs versions comprises entre 100 800 € et 254 100 €.

## Motorisations
| Modèle   | Année | Moteur          | Cylindrée | Puissance  | Carburation               |
| -------- | ----- | --------------- | --------- | ---------- | ------------------------- |
| SL350    | 2012  | M276 : V6 DOHC  | 3 499 cm3 | 306 ch     | Injection directe         |
| SL500    | 2012  | M278 : V8 DOHC  | 4 663 cm3 | 435 ch     | Injection directe biturbo |
| SL63 AMG | 2012  | M157 : V8 DOHC  | 5 461 cm3 | 537-564 ch | Injection directe biturbo |
| SL65 AMG | 2013  | M279 : V12 DOHC | 5 980 cm3 | 630 ch     | Injection directe biturbo |

## Finitions
- Grand Edition (2019)

### Séries spéciales
- Designo